# 17901 Korinriske
17901 Korinriske este o planetă minoră (asteroid) din centura de asteroizi. A fost descoperită pe 19 martie 1999 la Magdalena Ridge Observatory⁠(d) de Lincoln Near-Earth Asteroid Research. 
Obiectul prezintă o orbită caracterizată de o semiaxă mare de 2,7022894 UAi, o excentricitate de 0,07, o înclinație de 2,86733 ° în raport cu ecliptica.